# Archibald Leitch
Archibald Archie Leitch, škotski arhitekt, *27. april 1865, Glasgow, † 25. april 1939.
Leitch je najbolj znan kot arhitekt stadionov po Združenem kraljestvu in Irski.
Sprva je Leitch načrtoval tovarne v rojstnem Glasgowu, od katerih se je do danes ohranila le zgradba tovarne Sentinel Works na Jessie Street v četrti Polmadie. Prvi stadion, ki ga je načrtoval je bil Ibrox Park, stadion nogometnega kluba Rangers F.C., ki ga je začel načrtovati leta 1899. Postal je izjemno popularen arhitekt, ki je dajal prednost funkcionalnosti pred estetiko, kar je prenesel iz svoje zgodnje dobe načrtovanja tovarn.
Običajno je gradil dvonadstropne tribune z navzkrižnimi balustradami iz jekla na sprednjem delu zgornjega nadstropja, ki so podpirale kovinsko ogrodje za streho.
Njegov prvi projekt v Angliji je bilo načrtovanje tribune John Street Stand na stadionu Bramall Lane. Tribuno je izrisal tako, da je imela 3.000 sedežev in teraso za 6.000 gledalcev. Na sredini je postavil reportersko kabino v slogu Tudor.
Kljub nesreči na stadionu Ibrox, ki se je zgodila leta 1902, in v kateri je v ruševinah podrte terase umrlo 26 ljudi, je Leitch še vedno dobival veliko naročil. Naslednjih štirideset let je bil tako osrednji arhitekt stadionov v Veliki Britaniji in je v svoji karieri načrtoval več kot 20 osrednjih stadionov, med katerimi so najpomembnejši:
- Anfield, Liverpool
- Ayresome Park, Middlesbrough
- Bramall Lane, Sheffield
- Cardiff Arms Park, Cardiff
- Craven Cottage, London
- Dalymount Park, Dublin
- The Den, London
- The Dell, Southampton
- Ewood Park, Blackburn
- Fratton Park, Portsmouth
- Goodison Park, Liverpool
- Hampden Park, Glasgow
- Home Park, Plymouth
- Ibrox Park, Glasgow
- Highbury, London
- Bramall Lane, Sheffield
- Hillsborough Stadium, Sheffield
- Lansdowne Road, Dublin
- Leeds Road, Huddersfield
- Maine Road, Manchester
- Molineux,Wolverhampton
- Old Trafford, Manchester
- Roker Park, Sunderland
- Selhurst Park, London
- Stamford Bridge, London
- Starks Park, Kirkcaldy
- Twickenham Stadium, London
- Tynecastle Stadium, Edinburgh
- Valley Parade, Bradford
- Villa Park, Birmingham
- West Ham Stadium, vzhodni London
- White Hart Lane, London
- Windsor Park, Belfast

Mnogo teh stadionov je danes že porušenih ali povsem predelanih (še posebej po Taylorjevem poročilu). Nekaj njegovih del je danes zaščitenih. Med njimi sta glavna tribuna in paviljon na Craven Cottageu ter fasada glavne tribune na Ibroxu.